# اچ‌ام‌اس کوکید (آر۳۴)
اچ‌ام‌اس کوکید (آر۳۴) (به انگلیسی: HMS Cockade (R34)) یک کشتی است که طول آن ۳۶۲٫۷۵ فوت (۱۱۰٫۵۷ متر) می‌باشد. این کشتی در سال ۱۹۴۴ ساخته شد.